# Заварзин, Виктор Михайлович
Виктор Михайлович Зава́рзин (род. 28 ноября 1948, с. Заолешенка, Суджанский район, Курская область) — российский военачальник, государственный политический деятель, генерал-полковник в отставке, депутат Государственной Думы IV, V, VI, VII и VIII созывов. Член фракции «Единая Россия», заместитель председателя комитета Госдумы по обороне, член Комиссии Государственной Думы по вопросам контроля за достоверностью сведений о доходах, об имуществе и обязательствах имущественного характера, представляемых депутатами Государственной Думы, мандатным вопросам и вопросам депутатской этики.
Из-за вторжения России на Украину, находится под международными санкциями Евросоюза, США и ряда других стран.

## Биография
Военную службу начал в 1966 году, поступив в Ленинградское высшее общевойсковое командное училище, затем продолжил учебу в Орджоникидзевском высшем общевойсковом командном училище, которое окончил в 1970 году. В 1981 году окончил Военную академию им. М. В. Фрунзе, в 1992 году — Военную академию Генерального штаба ВС РФ. В 1981 году был назначен командиром мотострелкового полка, в 1983 году назначен начальником штаба — заместителем командира дивизии. С 1987 по 1990 год служил начальником гвардейского окружного учебного центра Прикарпатского военного округа, командиром гвардейской учебной мотострелковой дивизии. В 1993 году был назначен заместителем командующего 40-й отдельной армией в Туркменистане, до 1994 года служил командующим Объединенным российско-туркменским командованием Вооруженных сил Туркмении. С 1994 по 1996 год находился в распоряжении главнокомандующего Сухопутными войсками Вооруженных сил РФ. Во время гражданской войны в Таджикистане в 1996 году был назначен командующим Коллективными миротворческими силами.
С октября 1997 года был главным военным представителем Российской Федерации при НАТО. В марте 1999 года отозван в Москву в связи с началом военной операции НАТО против Югославии. В ночь на 12 июня 1999 года возглавил марш-бросок сводного батальона ВДВ Вооружённых сил России на косовский город Приштину с целью взятия под контроль аэропорта Приштины. После этой операции ему было присвоено звание генерал-полковника. В августе 1999 года вернулся в Брюссель в качестве представителя Российской Федерации в НАТО, принимал участие в переговорах об урегулировании конфликта в Югославии. В 1997 году был назначен заместителем, затем до 2003 года, служил первым заместителем начальника Штаба по координации военного сотрудничества государств-участников СНГ.
7 декабря 2003 года баллотировался от партии «Единая Россия» в депутаты Госдумы IV созыва, по результатам выборов избран депутатом Госдумы от Камчатского одномандатного избирательного округа № 88. В декабре 2007 года баллотировался в депутаты Госдумы по спискам партии «Единая Россия», избран депутатом Государственной Думы ФС РФ V созыва. В декабре 2011 выдвигался по спискам партии «Единая Россия», избран депутатом Государственной Думы VI созыва по спискам партии «Единая Россия».
В сентябре 2016 года баллотировался от партии «Единая Россия» в Госдуму, по итогам выборов был избран депутатом Госдумы по Орскому одномандатному избирательному округу № 144.

## Законотворческая деятельность
С 2003 по 2019 год, в течение исполнения полномочий депутата Государственной Думы IV, V, VI и VII созывов, выступил соавтором 96 законодательных инициатив и поправок к проектам федеральных законов.

## Санкции
30 сентября 2022 года, на фоне вторжения России на Украину, внесён в санкционный список США в ответ на «фиктивные референдумы» и «аннексию территорий Украины российской армией».
16 декабря 2022 года внесен в санкционный список Евросоюза так как поддерживал и реализовывал действия и политику, которые подрывают территориальную целостность, суверенитет и независимость Украины и еще больше дестабилизируют Украину.
23 февраля 2023 года включён в санкционный список Канады «соратников режима», так как он «голосовал за законодательство связанное с вторжением и попыткой аннексии четырех регионов Украины».
По аналогичным основаниям находится под санкциями Швейцарии, Украины и Новой Зеландии.

## Награды
- Орден «За заслуги перед Отечеством» IV степени (20 апреля 2006 года) — за активное участие в законотворческой деятельности и многолетнюю добросовестную работу[17],
- Орден Мужества,
- Орден «За военные заслуги»,
- Орден Почёта (23 марта 2015 года) — за активную законотворческую деятельность и многолетнюю добросовестную работу[18],
- Орден «За службу Родине в Вооружённых Силах СССР» III степени;
- Медаль «За боевые заслуги»,
- Почётная грамота Президента Российской Федерации (20 сентября 2016 года) — за заслуги в законотворческой деятельности и многолетнюю плодотворную работу[19].
- Благодарность Президента Российской Федерации (22 февраля 2009 года) — за заслуги в развитии парламентаризма и активное участие в законотворческой деятельности[20].
- Почётная грамота правительства Российской Федерации (27 ноября 2008 года) — за многолетнюю плодотворную законодательную и общественную деятельность[21].
- Благодарность Правительства Российской Федерации (16 декабря 2019 года) — за большой вклад в развитие российского парламентаризма и активную законотворческую деятельность[22].
- Грамота СНГ (1 декабря 2000 года) — за успешное выполнение задач Коллективных миротворческих сил в Республике Таджикистан[23].
- Орден «Содружество» (16 ноября 2023 года, Межпарламентская ассамблея СНГ) — за активное участие в деятельности Межпарламентской Ассамблеи и её органов, вклад в укрепление дружбы между народами государств — участников Содружества Независимых Государств[24].
- Юбилейная медаль «МПА СНГ. 25 лет» (13 октября 2017 года, Межпарламентская ассамблея СНГ) — за заслуги в деле развития и укрепления парламентаризма, за вклад в развитие и совершенствование правовых основ функционирования Содружества Независимых Государств, укрепление международных связей и межпарламентского сотрудничества[25].

## Личная жизнь
Женат, имеет двух дочерей; увлекается исторической литературой, любит прогулки по лесу.

## Сведения о доходах и собственности
Согласно официальным данным, доход В. М. Заварзина за 2011 год составил 2,4 млн рублей. Заварзин вместе с супругой владеет земельным участком площадью 1,4 тыс. квадратных метров, жилым домом, квартирой, двумя легковыми автомобилями и мотоциклом.